# Faculté de droit de l'université fédérale de Rio de Janeiro

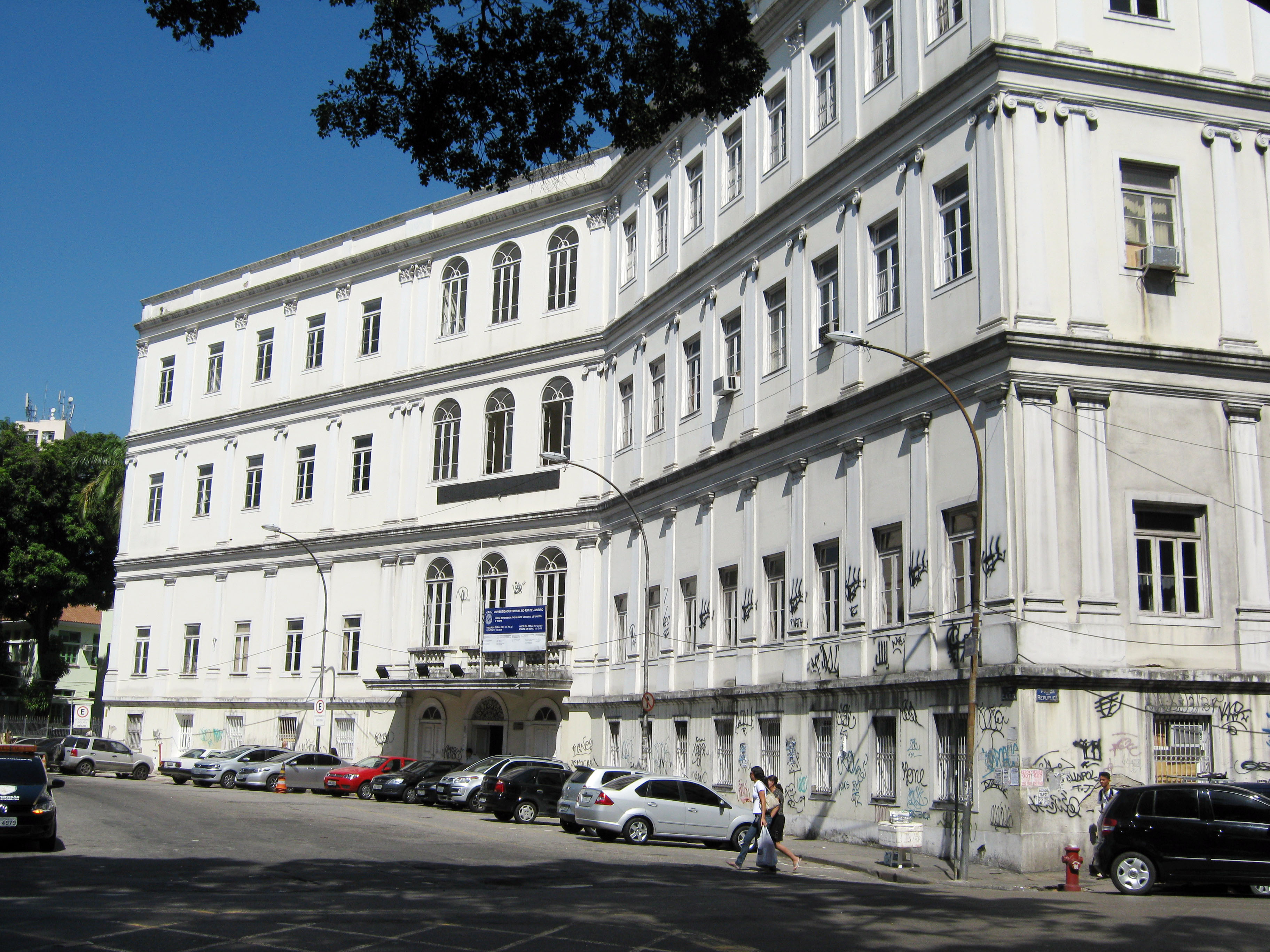
Façade de la faculté de droit de Rio de Janeiro

La faculté nationale de droit (FND), aussi connu comme "Le National" est une institution de l'enseignement supérieur membre de l'éducation de l'université fédérale de Rio de Janeiro. Considérée comme l'une des écoles les plus traditionnelles du droit[réf. souhaitée] au Brésil, alma mater de nombreux intellectuels brésiliens, des juristes, des diplomates, des écrivains, des journalistes, des politiciens et des avocats.